# Amanti (film 2020)
Amanti (Amants) è un film del 2020 diretto da Nicole Garcia.
È stato presentato in concorso alla 77ª Mostra internazionale d'arte cinematografica di Venezia.

## Produzione
Il film è stato girato dal gennaio all'aprile del 2019 nell'Île-de-France, in Svizzera e alle Isole Mauritius.

## Distribuzione
Il film è stato presentato in anteprima il 3 settembre 2020 in concorso alla 77ª Mostra internazionale d'arte cinematografica di Venezia. È stato distribuito da Wild Bunch nelle sale cinematografiche francesi dal 17 novembre 2021, e da Movies Inspired in quelle italiane il 16 giugno 2022.

## Riconoscimenti
- 2020 - Mostra internazionale d'arte cinematografica[1]
  - In competizione per il Leone d'oro al miglior film